# Drymonia daisenensis
Drymonia daisenensis är en fjärilsart som beskrevs av Matsumura 1919. Drymonia daisenensis ingår i släktet Drymonia och familjen tandspinnare. Inga underarter finns listade i Catalogue of Life.